# Ordu (província)
Ordu ou Ordo é uma província e área metropolitana do norte da Turquia, situada na região do Mar Negro, com capital na cidade homónima. Tem 5 914 km² de área e em dezembro de 2021 tinha 760 872 habitantes (densidade: 128,7 hab./km²).
| Províncias adjacentes a Nide |                |           |
| Samessum                     | Mar Negro      | Mar Negro |
| Tocate                       |                | Guiressum |
| Tocate                       | Sivas e Tocate | Sivas     |

A província está subdividida nos seguintes distritos: Akkuş, Altınordu (no qual se situa a capital), Aybastı, Çamaş, Çatalpınar, Çaybaşı, Fatsa, Gölköy, Gülyalı, Gürgentepe, İkizce, Kabadüz, Kabataş, Korgan, Kumru, Mesudiye, Perşembe, Ulubey e Ünye.